# Nero Vision
Nero Vision – program komputerowy wyprodukowany przez firmę Nero AG. Służy do nagrywania na płyty filmów DVD/VCD/SVCD/Blu-ray wraz z menu (authoringu), przechwytywania wideo, konwertowania formatów plików, podstawowej ich edycji i zarządzania nimi. Posiada również odtwarzacz multimedialny i przeglądarkę zdjęć.